# Route nationale 162
Pour les articles homonymes, voir Route nationale 162 (homonymie).

panneau routier indiquant la route nationale 162

La route nationale 162, ou RN 162, est une ancienne route nationale française reliant jusqu'en 2023 Le Lion-d'Angers à Mayenne.
Jusqu'en 2006, elle reliait en plus Le Lion-d'Angers à Angers, cette section fut déclassée en D 775 (Axe Angers-Rennes).
Avant les déclassements de 1972, elle reliait Angers à Caen. La section de Mayenne à Caen a été déclassée en RD 23 dans la Mayenne, en RD 962 dans l'Orne et en RD 562 dans le Calvados. Jusqu'en 1952, la section de Laval à Mayenne appartenait à la RN 12.

## Déclassement
La loi n° 2022-217 du 21 février 2022 prévoit le transfert des routes nationales aux collectivités volontaires. La nationale 162 sera transférée en intégralité au 1er janvier 2024 :
- au département de Maine-et-Loire sur son territoire,
- au département de la Mayenne sur son territoire.

Depuis le 1er janvier 2024, cette section est devenue la RD 962.

## Tracés

### Tracé avant 2006: d'Angers au Lion d'Angers (D 775)
- Angers (km 226)
- Le Plessis-Macé (km 213)
- La Membrolle-sur-Longuenée (km 210)

### Tracé avant 2024: du Lion-d'Angers à Mayenne (N 162)

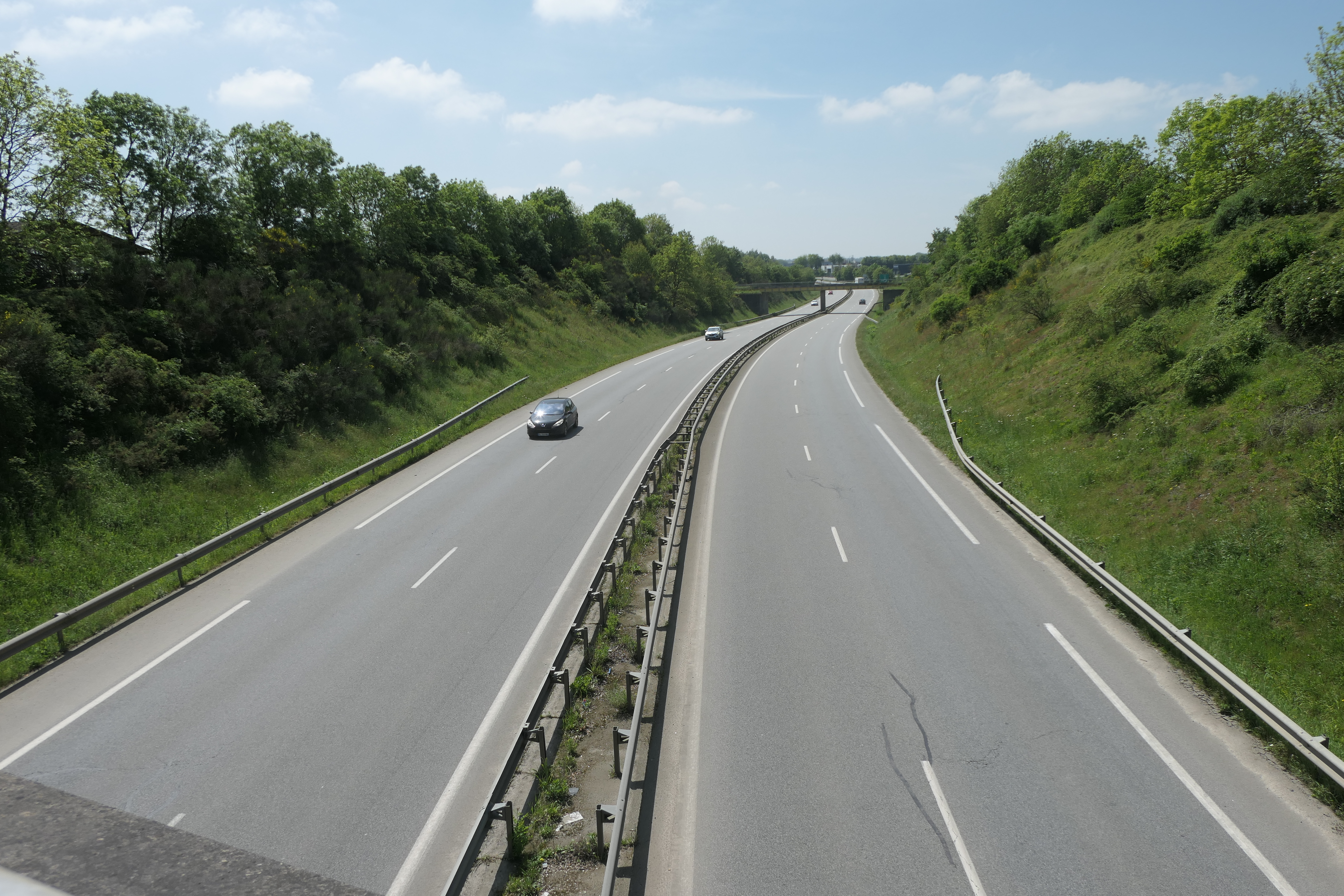
La rocade de Laval vue depuis le pont des Bizardières.

- Le Lion-d'Angers (km 201)
- Château-Gontier (km 176)
- Entrammes (km 157)
- Laval (km 144) et sa rocade
- Louverné (km 140)
- Martigné-sur-Mayenne (km 128)
- Moulay (km 118)
- Mayenne (km 115)

### Tracé avant 1972: de Mayenne à Caen (D 23, D 962 & D 562)
RD 23 (Mayenne)
- La Haie-Traversaine
- Ambrières-les-Vallées

RD 962 (Orne)
- Ceaucé
- Domfront
- Saint-Bômer-les-Forges
- Le Châtellier
- La Chapelle-au-Moine
- Flers
- Saint-Georges-des-Groseillers

RD 562 (Calvados)
- Condé-sur-Noireau
- Saint-Denis-de-Méré
- Saint-Rémy
- Caumont-sur-Orne
- Thury-Harcourt
- Saint-Laurent-de-Condel
- Laize-la-Ville
- May-sur-Orne
- Fleury-sur-Orne
- Caen